# 鉄松青年駅
鉄松青年駅（チョルソンチョンニョンえき）は朝鮮民主主義人民共和国咸鏡北道茂山郡にある朝鮮民主主義人民共和国鉄道省茂山線と茂山鉱山線の駅である。

## 歴史
- 1929年11月15日：珍貨駅として開業。
- 日時不明：鉄松青年駅に改称。